# ديفيد أوسوبيل
ديفيد بول أوسوبيل (25 أكتوبر 1918-9 يوليو 2008) كان عالمًا نفسيًا أمريكيًا. كانت أهم مساهماته في مجالات علم النفس التربوي والعلوم المعرفية وتعلم تعليم العلوم هي التطوير والبحث حول "المنظمون المتقدمون" منذ عام 1960.